# Miglior arbitro dell'anno IFFHS
Il Miglior arbitro dell'anno IFFHS,  in inglese IFFHS World's Best Referee, è un premio calcistico assegnato dall'IFFHS ogni anno solare al miglior direttore di gara del mondo.

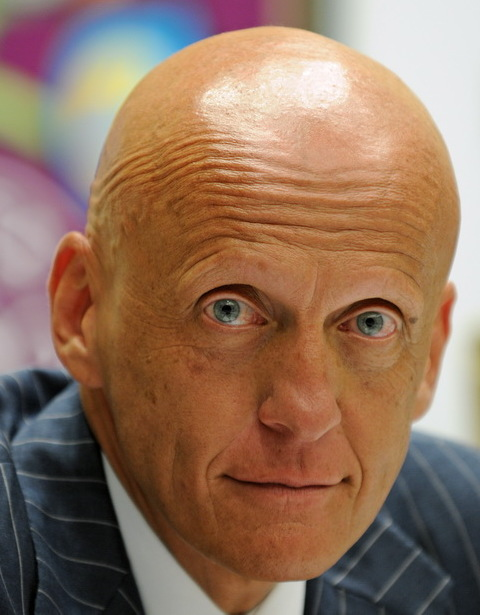
Pierluigi Collina, eletto per 6 volte miglior arbitro uomo del mondo

È stato assegnato per la prima volta nel 1987. L'attuale detentore del riconoscimento è l'arbitro francese François Letexier, primo arbitro della sua nazionalità a raggiungere questo risultato, mentre il maggiore vincitore è l'italiano Pierluigi Collina, con sei affermazioni. 
Nel 2012 è stato creato il corrispettivo premio per le donne. L'attuale detentrice del riconoscimento è l'inglese Rebecca Welch, mentre Stéphanie Frappart è la maggiore vincitrice del premio, con cinque affermazioni.

## Albo d'oro maschile
Viene qui riportato l'elenco degli assegnatari del titolo di miglior arbitro dell'anno assegnato dall'IFFHS.
| Edizione | Anno | Arbitro             | VA | VN | Note   |
| -------- | ---- | ------------------- | -- | -- | ------ |
| 1ª       | 1987 | Romualdo Filho      | 1  | 1  |        |
| 2ª       | 1988 | Michel Vautrot      | 1  | 1  |        |
| 3ª       | 1989 | Michel Vautrot      | 2  | 2  |        |
| 4ª       | 1990 | José Roberto Wright | 1  | 2  |        |
| 5ª       | 1991 | Peter Mikkelsen     | 1  | 1  |        |
| 6ª       | 1992 | Aron Schmidhuber    | 1  | 1  |        |
| 7ª       | 1993 | Peter Mikkelsen     | 2  | 2  |        |
| 8ª       | 1994 | Sándor Puhl         | 1  | 1  |        |
| 9ª       | 1995 | Sándor Puhl         | 2  | 2  |        |
| 10ª      | 1996 | Sándor Puhl         | 3  | 3  |        |
| 11ª      | 1997 | Sándor Puhl         | 4  | 4  |        |
| 12ª      | 1998 | Pierluigi Collina   | 1  | 1  |        |
| 13ª      | 1999 | Pierluigi Collina   | 2  | 2  |        |
| 14ª      | 2000 | Pierluigi Collina   | 3  | 3  |        |
| 15ª      | 2001 | Pierluigi Collina   | 4  | 4  |        |
| 16ª      | 2002 | Pierluigi Collina   | 5  | 5  |        |
| 17ª      | 2003 | Pierluigi Collina   | 6  | 6  |        |
| 18ª      | 2004 | Markus Merk         | 1  | 2  |        |
| 19ª      | 2005 | Markus Merk         | 2  | 3  |        |
| 20ª      | 2006 | Horacio Elizondo    | 1  | 1  |        |
| 21ª      | 2007 | Markus Merk         | 3  | 4  |        |
| 22ª      | 2008 | Roberto Rosetti     | 1  | 7  |        |
| 23ª      | 2009 | Massimo Busacca     | 1  | 1  |        |
| 24ª      | 2010 | Howard Webb         | 1  | 1  |        |
| 25ª      | 2011 | Viktor Kassai       | 1  | 5  |        |
| 26ª      | 2012 | Pedro Proença       | 1  | 1  |        |
| 27ª      | 2013 | Howard Webb         | 2  | 2  |        |
| 28ª      | 2014 | Nicola Rizzoli      | 1  | 8  | [ 2 ]  |
| 29ª      | 2015 | Nicola Rizzoli      | 2  | 9  | [ 3 ]  |
| 30ª      | 2016 | Mark Clattenburg    | 1  | 3  |        |
| 31ª      | 2017 | Felix Brych         | 1  | 5  |        |
| 32ª      | 2018 | Néstor Pitana       | 1  | 2  | [ 4 ]  |
| 33ª      | 2019 | Damir Skomina       | 1  | 1  | [ 5 ]  |
| 34ª      | 2020 | Daniele Orsato      | 1  | 10 | [ 6 ]  |
| 35ª      | 2021 | Felix Brych         | 2  | 6  | [ 7 ]  |
| 36ª      | 2022 | Szymon Marciniak    | 1  | 1  | [ 8 ]  |
| 37ª      | 2023 | Szymon Marciniak    | 2  | 2  | [ 9 ]  |
| 38ª      | 2024 | François Letexier   | 1  | 3  | [ 10 ] |

## Edizioni premio maschile
Ogni anno l'organismo International Federation of Football History & Statistics sceglie i dieci migliori arbitri in campo internazionale e li elenca in una graduatoria.
Vengono qui riportate le classifiche annuali redatte dall'IFFHS.

### 1987
1. Romualdo Arppi Filho (Brasile)
2. Alexis Ponnet (Belgio)
3. Luigi Agnolin (Italia)
4. Michel Vautrot (Francia)
5. Dieter Pauly (Germania Ovest)
6. Vojtech Christov (Cecoslovacchia)
7. George Courtney (Inghilterra)
8. Juan Carlos Loustau (Argentina)
9. Bob Valentine (Scozia)
10. Keith Hackett (Inghilterra)

### 1988
1. Michel Vautrot (Francia)
2. Luigi Agnolin (Italia)
3. Alexis Ponnet (Belgio)
4. Dieter Pauly (Germania Ovest)
5. Gérard Biguet (Francia)
6. Erik Fredriksson (Svezia)
7. Romualdo Arppi Filho (Brasile)
8. Keith Hackett (Inghilterra)
9. Arnaldo César Coelho (Brasile)
10. Juan Carlos Loustau (Argentina)

### 1989
1. Michel Vautrot (Francia)
2. Luigi Agnolin (Italia)
3. Erik Fredriksson (Svezia)
4. George Courtney (Inghilterra)
5. Alexis Ponnet (Belgio)
6. Juan Carlos Loustau (Argentina)
7. Dieter Pauly (Germania Ovest)
8. Karl-Heinz Tritschler (Germania Ovest)
9. Keith Hackett (Inghilterra)
10. Gérard Biguet (Francia)

### 1990
1. Jose Roberto Ramiz Wright (Brasile)
2. Michel Vautrot (Francia)
3. George Courtney (Inghilterra)
4. Peter Mikkelsen (Danimarca)
5. Zoran Petrović (Jugoslavia)
6. Joël Quiniou (Francia)
7. Helmut Kohl (Austria)
8. Juan Carlos Loustau (Argentina)
9. Luigi Agnolin (Italia)
10. Edgardo Codesal Méndez (Messico)

### 1991
1. Peter Mikkelsen (Danimarca)
2. Joël Quiniou (Francia)
3. Jose Roberto Ramiz Wright (Brasile)
4. Tullio Lanese (Italia)
5. Bo Karlsson (Svezia)
6. George Courtney (Inghilterra)
7. Erik Fredriksson (Svezia)
8. Zoran Petrović (Jugoslavia)
9. Aron Schmidhuber (Germania)
10. Emilio Soriano Aladrén (Spagna),  Kurt Röthlisberger (Svizzera) e  Juan Carlos Loustau (Argentina)

### 1992
1. Aron Schmidhuber (Germania)
2. Juan Carlos Loustau (Argentina)
3. Peter Mikkelsen (Danimarca)
4. Bruno Galler (Svizzera)
5. Tullio Lanese (Italia)
6. Bo Karlsson (Svezia)
7. Arturo Brizio Carter (Messico)
8. Pierluigi Pairetto (Italia)
9. Sándor Puhl (Ungheria)
10. Emilio Soriano Aladrén (Spagna)

### 1993
1. Peter Mikkelsen (Danimarca)
2. Joël Quiniou (Francia)
3. Sándor Puhl (Ungheria)
4. Aron Schmidhuber (Germania)
5. Kurt Röthlisberger (Svizzera)
6. Pierluigi Pairetto (Italia)
7. Karl-Josef Assenmacher (Germania)
8. Arturo Brizio Carter (Messico)
9. Márcio Rezende de Freitas (Brasile)
10. Ernesto Filippi (Uruguay) e  Juan Carlos Loustau (Argentina)

### 1994
1. Sándor Puhl (Ungheria)
2. Joël Quiniou (Francia)
3. Peter Mikkelsen (Danimarca)
4. José Torres Cadena (Colombia)
5. Pierluigi Pairetto (Italia)
6. Philip Don (Inghilterra)
7. Bernd Heynemann (Germania)
8. Kim Milton Nielsen (Danimarca)
9. Ion Crăciunescu (Romania)
10. Mario van der Ende (Paesi Bassi) e  Renato Marsiglia (Brasile)

### 1995
1. Sándor Puhl (Ungheria)
2. Ion Crăciunescu (Romania)
3. Pierluigi Pairetto (Italia)
4. Peter Mikkelsen (Danimarca)
5. Jaap Uilenberg (Paesi Bassi)
6. Leslie Mottram (Scozia)
7. Manuel Díaz Vega (Spagna)
8. Arturo Brizio Carter (Messico)
9. David Elleray (Inghilterra)
10. Hellmut Krug (Germania) e  Vadim Zhuk (Bielorussia)

### 1996
1. Sándor Puhl (Ungheria)
2. Pierluigi Pairetto (Italia)
3. Hellmut Krug (Germania)
4. Leslie Mottram (Scozia)
5. Mario Van der Ende (Paesi Bassi)
6. Pierluigi Collina (Italia)
7. Javier Castrilli (Argentina)
8. Peter Mikkelsen (Danimarca)
9. Manuel Díaz Vega (Spagna)
10. David Elleray (Inghilterra)

### 1997
1. Sándor Puhl (Ungheria)
2. Peter Mikkelsen (Danimarca)
3. Mario Van der Ende (Paesi Bassi)
4. Pierluigi Collina (Italia)
5. Pierluigi Pairetto (Italia)
6. Hellmut Krug (Germania)
7. Javier Castrilli (Argentina)
8. Manuel Díaz Vega (Spagna)
9. David Elleray (Inghilterra)
10. Markus Merk (Germania)

### 1998
1. Pierluigi Collina (Italia)
2. Said Belqola (Marocco)
3. José María García-Aranda (Spagna)
4. Marc Batta (Francia)
5. Hugh Dallas (Scozia)
6. Bernd Heynemann (Germania)
7. Javier Castrilli (Argentina)
8. Ali Bujsaim (Emirati Arabi Uniti)
9. Hellmut Krug (Germania)
10. Mario Van der Ende (Paesi Bassi)

### 1999
1. Pierluigi Collina (Italia)
2. Hellmut Krug (Germania)
3. Hugh Dallas (Scozia)
4. David Elleray (Inghilterra)
5. Bernd Heynemann (Germania)
6. Kim Milton Nielsen (Danimarca)
7. Urs Meier (Svizzera)
8. José María García-Aranda (Spagna)
9. Manuel Díaz Vega (Spagna)
10. Paul Durkin (Inghilterra),  Anders Frisk (Svezia) e  Markus Merk (Germania)

### 2000
1. Pierluigi Collina (Italia)
2. Anders Frisk (Svezia)
3. Markus Merk (Germania)
4. Kim Milton Nielsen (Danimarca)
5. Óscar Ruiz (Colombia)
6. Urs Meier (Svizzera)
7. José María García-Aranda (Spagna)
8. Günter Benkö (Austria)
9. Hugh Dallas (Scozia)
10. Hellmut Krug (Germania)

### 2001
1. Pierluigi Collina (Italia)
2. Anders Frisk (Svezia)
3. Kim Milton Nielsen (Danimarca)
4. Vítor Melo Pereira (Portogallo)
5. Horacio Marcelo Elizondo (Argentina)
6. Hugh Dallas (Scozia)
7. Dick Jol (Paesi Bassi)
8. Markus Merk (Germania)
9. Urs Meier (Svizzera)
10. Stefano Braschi (Italia)

### 2002
1. Pierluigi Collina (Italia)
2. Urs Meier (Svizzera)
3. Kim Milton Nielsen (Danimarca)
4. Anders Frisk (Svezia)
5. Hugh Dallas (Scozia)
6. Óscar Ruiz (Colombia)
7. Markus Merk (Germania)
8. Ali Bujsaim (Emirati Arabi Uniti)
9. Saad Mane (Kuwait)
10. Vítor Melo Pereira (Portogallo)

### 2003
1. Pierluigi Collina (Italia)
2. Markus Merk (Germania)
3. Urs Meier (Svizzera)
4. Valentin Ivanov (Russia)
5. Anders Frisk (Svezia)
6. Kim Milton Nielsen (Danimarca)
7. Óscar Ruiz (Colombia)
8. Ľuboš Micheľ (Slovacchia)
9. Jorge Larrionda (Uruguay)
10. Graham Poll (Inghilterra)

### 2004
1. Markus Merk (Germania)
2. Pierluigi Collina (Italia)
3. Anders Frisk (Svezia)
4. Kim Milton Nielsen (Danimarca)
5. Urs Meier (Svizzera)
6. Óscar Ruiz (Colombia)
7. Valentin Ivanov (Russia)
8. Márcio Rezende de Freitas (Brasile)
9. Graham Poll (Inghilterra)
10. Gilles Veissière (Francia)

### 2005
1. Markus Merk (Germania)
2. Manuel Enrique Mejuto González (Spagna)
3. Ľuboš Micheľ (Slovacchia)
4. Graham Poll (Inghilterra)
5. Kim Milton Nielsen (Danimarca)
6. Pierluigi Collina (Italia)
7. Valentin Ivanov (Russia)
8. Óscar Ruiz (Colombia)
9. Jorge Larrionda (Uruguay)
10. Roberto Rosetti (Italia) e  Carlos Chandía (Cile)

### 2006
1. Horacio Marcelo Elizondo (Argentina)
2. Ľuboš Micheľ (Slovacchia)
3. Markus Merk (Germania)
4. Benito Armando Archundia (Messico)
5. Luis Medina Cantalejo (Spagna)
6. Jorge Larrionda (Uruguay)
7. Roberto Rosetti (Italia)
8. Frank De Bleeckere (Belgio)
9. Herbert Fandel (Germania)
10. Massimo Busacca (Svizzera)

### 2007
1. Markus Merk (Germania)
2. Herbert Fandel (Germania)
3. Ľuboš Micheľ (Slovacchia)
4. Manuel Enrique Mejuto González (Spagna)
5. Roberto Rosetti (Italia)
6. Massimo Busacca (Svizzera)
7. Luis Medina Cantalejo (Spagna)
8. Jorge Larrionda (Uruguay)
9. Carlos Amarilla (Paraguay)
10. Frank De Bleeckere (Belgio)

### 2008
1. Roberto Rosetti (Italia)
2. Ľuboš Micheľ (Slovacchia)
3. Frank De Bleeckere (Belgio)
4. Massimo Busacca (Svizzera)
5. Herbert Fandel (Germania)
6. Peter Fröjdfeldt (Svezia)
7. Manuel Enrique Mejuto González (Spagna)
8. Howard Webb (Inghilterra)
9. Héctor Baldassi (Argentina)
10. Markus Merk (Germania)

### 2009
1. Massimo Busacca (Svizzera)
2. Roberto Rosetti (Italia)
3. Howard Webb (Inghilterra)
4. Jorge Larrionda (Uruguay)
5. Frank De Bleeckere (Belgio)
6. Luis Medina Cantalejo (Spagna)
7. Manuel Enrique Mejuto González (Spagna)
8. Carlos Chandía (Cile) e  Wolfgang Stark (Germania)
9. Héctor Baldassi (Argentina)

### 2010
1. Howard Webb (Inghilterra)
2. Ravshan Irmatov (Uzbekistan)
3. Massimo Busacca (Svizzera)
4. Frank De Bleeckere (Belgio)
5. Viktor Kassai (Ungheria)
6. Benito Armando Archundia (Messico)
7. Wolfgang Stark (Germania)
8. Héctor Baldassi (Argentina)
9. Jorge Larrionda (Uruguay)
10. Roberto Rosetti (Italia)

### 2011
1. Viktor Kassai (Ungheria)
2. Howard Webb (Inghilterra)
3. Ravshan Irmatov (Uzbekistan)
4. Wolfgang Stark (Germania)
5. Frank De Bleeckere (Belgio)
6. Massimo Busacca (Svizzera) e  Carlos Velasco Carballo (Spagna)
7. Nicola Rizzoli (Italia)
8. Jorge Larrionda (Uruguay)
9. Sálvio Fagundes (Brasile)

### 2012
1. Pedro Proença (Portogallo)
2. Cüneyt Çakır (Turchia)
3. Howard Webb (Inghilterra)
4. Viktor Kassai (Ungheria)
5. Wolfgang Stark (Germania)
6. Ravshan Irmatov (Uzbekistan)
7. Damir Skomina (Slovenia)
8. Wilmar Roldán (Colombia)
9. Felix Brych (Germania)
10. Stéphane Lannoy (Francia) e  Nicola Rizzoli (Italia)

### 2013
1. Howard Webb (Inghilterra)
2. Nicola Rizzoli (Italia)
3. Viktor Kassai (Ungheria)
4. Felix Brych (Germania)
5. Cüneyt Çakır (Turchia)
6. Björn Kuipers (Paesi Bassi)
7. Pedro Proença (Portogallo)
8. Ravshan Irmatov (Uzbekistan)
9. Carlos Velasco Carballo (Spagna)
10. Gianluca Rocchi (Italia)

### 2014
1. Nicola Rizzoli (Italia)
2. Howard Webb (Inghilterra)
3. Felix Brych (Germania)
4. Björn Kuipers (Paesi Bassi)
5. Ravshan Irmatov (Uzbekistan)
6. Pedro Proença (Portogallo)
7. Carlos Velasco Carballo (Spagna)
8. Cüneyt Çakır (Turchia) e  Marco Rodríguez (Messico)
9. Néstor Pitana (Argentina)

### 2015
1. Nicola Rizzoli (Italia)
2. Martin Atkinson (Inghilterra)
3. Cüneyt Çakır (Turchia)
4. Felix Brych (Germania)
5. Björn Kuipers (Paesi Bassi)
6. Mark Clattenburg (Inghilterra)
7. Wilmar Roldán (Colombia)
8. Jonas Eriksson (Svezia)
9. Carlos Velasco Carballo (Spagna)
10. Benjamin Williams (Australia)

### 2016
1. Mark Clattenburg (Inghilterra)
2. Nicola Rizzoli (Italia)
3. Viktor Kassai (Ungheria)
4. Jonas Eriksson (Svezia)
5. Cüneyt Çakır (Turchia)
6. Björn Kuipers (Paesi Bassi)
7. Felix Brych (Germania)
8. Martin Atkinson (Inghilterra)
9. Damir Skomina (Slovenia)
10. Néstor Pitana (Argentina)

### 2017
1. Felix Brych (Germania)
2. Martin Atkinson (Inghilterra)
3. Nicola Rizzoli (Italia)
4. Mark Clattenburg (Inghilterra)
5. Néstor Pitana (Argentina)
6. Björn Kuipers (Paesi Bassi)
7. Damir Skomina (Slovenia)
8. Cüneyt Çakır (Turchia)
9. Milorad Mažić (Serbia)
10. Antonio Mateu Lahoz (Spagna)

### 2018
1. Néstor Pitana (Argentina)
2. Björn Kuipers (Paesi Bassi)
3. Milorad Mažić (Serbia)
4. Felix Brych (Germania)
5. Cüneyt Çakır (Turchia)
6. Gianluca Rocchi (Italia)
7. Alireza Faghani (Iran)
8. Antonio Mateu Lahoz (Spagna)
9. Damir Skomina (Slovenia)
10. Sandro Ricci (Brasile)

### 2019
1. Damir Skomina (Slovenia)
2. Felix Brych (Germania)
3. Björn Kuipers (Paesi Bassi)
4. Gianluca Rocchi (Italia)
5. Cüneyt Çakır (Turchia)
6. Néstor Pitana (Argentina)
7. Antonio Mateu Lahoz (Spagna)
8. Clément Turpin (Francia)
9. Martin Atkinson (Inghilterra)
10. Michael Oliver (Inghilterra)

### 2020
1. Daniele Orsato (Italia)
2. Felix Brych (Germania)
3. Björn Kuipers (Paesi Bassi)
4. Damir Skomina (Slovenia)
5. Antonio Mateu Lahoz (Spagna)
6. Anthony Taylor (Inghilterra) e  Néstor Pitana (Argentina)
7. Cüneyt Çakır (Turchia),  Mike Dean (Inghilterra),  Clément Turpin (Francia),  Danny Makkelie (Paesi Bassi),  Ovidiu Hațegan (Romania),  Slavko Vinčić (Slovenia) e  José María Martínez (Spagna)

### 2021
1. Felix Brych (Germania)
2. Björn Kuipers (Paesi Bassi)
3. Daniele Orsato (Italia)
4. Antonio Mateu Lahoz (Spagna)
5. Anthony Taylor (Inghilterra)

### 2022
1. Szymon Marciniak (Polonia)
2. Daniele Orsato (Italia)
3. Clement Turpin (Francia)
4. Michael Oliver (Inghilterra)
5. Victor Gomes (Sudafrica)
6. Slavko Vinčić (Slovenia)
7. Danny Makkelie (Paesi Bassi) e  Anthony Taylor (Inghilterra)
8. Patricio Loustau (Argentina) e  Cesar Ramos (Messico)

### 2023
1. Szymon Marciniak (Polonia)
2. Daniele Orsato (Italia)
3. Clement Turpin (Francia)
4. Michael Oliver (Inghilterra)
5. Anthony Taylor (Inghilterra)
6. François Letexier (Francia)
7. Danny Makkelie (Paesi Bassi)
8. Wilmar Roldan (Colombia)
9. Jesús Gil Manzano (Spagna)
10. Felix Zwayer (Germania)

### 2024
1. François Letexier (Francia)
2. Slavko Vinčić (Slovenia)
3. Daniele Orsato (Italia)
4. Clément Turpin (Francia)
5. Michael Oliver (Inghilterra)
6. Felix Zwayer (Germania)
7. Szymon Marciniak (Polonia)
8. Anthony Taylor (Inghilterra)
9. Raphael Claus (Brasile)
10. Wilton Sampaio (Brasile)

## Statistiche premio maschile
Vengono di seguito riassunte le statistiche riguardanti i primi tre arbitri classificati nell'elenco dell'IFFHS dei migliori direttori di gara del mondo per ogni anno.
Nella colonna "attuale" viene riportato l'arbitro, la nazione e la confederazione classificatesi nelle prime tre posizioni dell'ultima edizione. 

Solo ventuno arbitri sono stati premiati come migliori direttori di gara del mondo, provenienti da dieci stati e facenti parte di due confederazioni (UEFA e CONMEBOL). 

Statistiche aggiornate all'edizione 2023.

### Direttori di gara dell'anno per numero di titoli
| Pos | Nazione     | Arbitro                        |   |   |   | Totale | Attuale |
| --- | ----------- | ------------------------------ | - | - | - | ------ | ------- |
| 1.  | Italia      | Pierluigi Collina              | 6 | 1 | 0 | 7      |         |
| 2.  | Ungheria    | Sándor Puhl                    | 4 | 0 | 1 | 5      |         |
| 3.  | Germania    | Markus Merk                    | 3 | 1 | 2 | 6      |         |
| 4.  | Inghilterra | Howard Webb                    | 2 | 2 | 2 | 6      |         |
| 5.  | Danimarca   | Peter Mikkelsen                | 2 | 2 | 1 | 5      |         |
| 5.  | Italia      | Nicola Rizzoli                 | 2 | 2 | 1 | 5      |         |
| 5.  | Germania    | Felix Brych                    | 2 | 2 | 1 | 5      |         |
| 8.  | Francia     | Michel Vautrot                 | 2 | 1 | 0 | 3      |         |
| 9.  | Polonia     | Szymon Marciniak               | 2 | 0 | 0 | 2      |         |
| 10. | Italia      | Daniele Orsato                 | 1 | 2 | 2 | 5      |         |
| 11. | Italia      | Roberto Rosetti                | 1 | 1 | 0 | 2      |         |
| 12. | Ungheria    | Viktor Kassai                  | 1 | 0 | 2 | 3      |         |
| 13. | Svizzera    | Massimo Busacca                | 1 | 0 | 1 | 2      |         |
| 13. | Brasile     | José Roberto Wright            | 1 | 0 | 1 | 2      |         |
| 15. | Inghilterra | Mark Clattenburg               | 1 | 0 | 0 | 1      |         |
| 15. | Argentina   | Horacio Elizondo               | 1 | 0 | 0 | 1      |         |
| 15. | Brasile     | Romualdo Arppi Filho           | 1 | 0 | 0 | 1      |         |
| 15. | Germania    | Aron Schmidhuber               | 1 | 0 | 0 | 1      |         |
| 15. | Portogallo  | Pedro Proença                  | 1 | 0 | 0 | 1      |         |
| 15. | Argentina   | Néstor Pitana                  | 1 | 0 | 0 | 1      |         |
| 15. | Slovenia    | Damir Skomina                  | 1 | 0 | 0 | 1      |         |
| 15. | Francia     | François Letexier              | 1 | 0 | 0 | 1      |         |
| 23. | Francia     | Joël Quiniou                   | 0 | 3 | 0 | 3      |         |
| 24. | Slovacchia  | Ľuboš Micheľ                   | 0 | 2 | 2 | 4      |         |
| 24. | Paesi Bassi | Björn Kuipers                  | 0 | 2 | 2 | 4      |         |
| 26. | Italia      | Luigi Agnolin                  | 0 | 2 | 1 | 3      |         |
| 26. | Svezia      | Anders Frisk                   | 0 | 2 | 1 | 3      |         |
| 28. | Inghilterra | Martin Atkinson                | 0 | 2 | 0 | 2      |         |
| 29. | Turchia     | Cüneyt Çakır                   | 0 | 1 | 1 | 2      |         |
| 29. | Uzbekistan  | Ravshan Irmatov                | 0 | 1 | 1 | 2      |         |
| 29. | Germania    | Hellmut Krug                   | 0 | 1 | 1 | 2      |         |
| 29. | Svizzera    | Urs Meier                      | 0 | 1 | 1 | 2      |         |
| 29. | Italia      | Pierluigi Pairetto             | 0 | 1 | 1 | 2      |         |
| 29. | Belgio      | Alexis Ponnet                  | 0 | 1 | 1 | 2      |         |
| 35. | Marocco     | Said Belqola                   | 0 | 1 | 0 | 1      |         |
| 35. | Romania     | Ion Crăciunescu                | 0 | 1 | 0 | 1      |         |
| 35. | Germania    | Herbert Fandel                 | 0 | 1 | 0 | 1      |         |
| 35. | Spagna      | Manuel Enrique Mejuto González | 0 | 1 | 0 | 1      |         |
| 35. | Argentina   | Juan Carlos Loustau            | 0 | 1 | 0 | 1      |         |
| 35. | Slovenia    | Slavko Vinčić                  | 0 | 1 | 0 | 1      |         |
| 41. | Danimarca   | Kim Milton Nielsen             | 0 | 0 | 2 | 2      |         |
| 41. | Francia     | Clément Turpin                 | 0 | 0 | 2 | 2      |         |
| 43. | Inghilterra | George Courtney                | 0 | 0 | 1 | 1      |         |
| 43. | Scozia      | Hugh Dallas                    | 0 | 0 | 1 | 1      |         |
| 43. | Belgio      | Frank De Bleeckere             | 0 | 0 | 1 | 1      |         |
| 43. | Svezia      | Erik Fredriksson               | 0 | 0 | 1 | 1      |         |
| 43. | Spagna      | José María García-Aranda       | 0 | 0 | 1 | 1      |         |
| 43. | Paesi Bassi | Mario van der Ende             | 0 | 0 | 1 | 1      |         |
| 43. | Serbia      | Milorad Mažić                  | 0 | 0 | 1 | 1      |         |

### Arbitri per nazione
| Pos | Nazione     |    |   |   | Totale | Attuale |
| --- | ----------- | -- | - | - | ------ | ------- |
| 1.  | Italia      | 10 | 9 | 5 | 24     |         |
| 2.  | Germania    | 6  | 5 | 4 | 15     |         |
| 3.  | Ungheria    | 5  | 0 | 3 | 8      |         |
| 4.  | Inghilterra | 3  | 4 | 3 | 10     |         |
| 5.  | Francia     | 3  | 4 | 2 | 9      |         |
| 6.  | Danimarca   | 2  | 2 | 3 | 7      |         |
| 7.  | Argentina   | 2  | 1 | 0 | 3      |         |
| 8.  | Brasile     | 2  | 0 | 1 | 3      |         |
| 9.  | Polonia     | 2  | 0 | 0 | 2      |         |
| 10. | Svizzera    | 1  | 1 | 2 | 4      |         |
| 11. | Slovenia    | 1  | 1 | 0 | 2      |         |
| 12. | Portogallo  | 1  | 0 | 0 | 1      |         |
| 13. | Paesi Bassi | 0  | 2 | 3 | 5      |         |
| 14. | Slovacchia  | 0  | 2 | 2 | 4      |         |
| 14. | Svezia      | 0  | 2 | 2 | 4      |         |
| 16. | Belgio      | 0  | 1 | 2 | 3      |         |
| 17. | Spagna      | 0  | 1 | 1 | 2      |         |
| 17. | Turchia     | 0  | 1 | 1 | 2      |         |
| 17. | Uzbekistan  | 0  | 1 | 1 | 2      |         |
| 20. | Marocco     | 0  | 1 | 0 | 1      |         |
| 20. | Romania     | 0  | 1 | 0 | 1      |         |
| 22. | Scozia      | 0  | 0 | 1 | 1      |         |
| 22. | Serbia      | 0  | 0 | 1 | 1      |         |

### Arbitri per confederazione
| Pos | Nazione  |    |    |    | Totale | Attuale |
| --- | -------- | -- | -- | -- | ------ | ------- |
| 1.  | UEFA     | 34 | 35 | 36 | 105    |         |
| 2.  | CONMEBOL | 4  | 1  | 1  | 6      |         |
| 3.  | AFC      | 0  | 1  | 1  | 2      |         |
| 4.  | CAF      | 0  | 1  | 0  | 1      |         |
| 5.  | CONCACAF | 0  | 0  | 0  | 0      |         |
| 5.  | OFC      | 0  | 0  | 0  | 0      |         |

## Miglior arbitro uomo del decennio 2011-2020
| Periodo   | Arbitro     |
| --------- | ----------- |
| 2011-2020 | Felix Brych |

## Albo d'oro femminile
Viene qui riportato l'elenco delle assegnatarie del titolo di miglior arbitro dell'anno assegnato dall'IFFHS.
| Edizione | Anno | Arbitro            | VA | VN | Note |
| -------- | ---- | ------------------ | -- | -- | ---- |
| 1ª       | 2012 | Jenny Palmqvist    | 1  | 1  |      |
| 2ª       | 2013 | Bibiana Steinhaus  | 1  | 1  |      |
| 3ª       | 2014 | Bibiana Steinhaus  | 2  | 2  |      |
| 4ª       | 2015 | Kateryna Monzul'   | 1  | 1  |      |
| 5ª       | 2016 | Katalin Kulcsár    | 1  | 1  |      |
| 6ª       | 2017 | Bibiana Steinhaus  | 3  | 3  |      |
| 7ª       | 2018 | Bibiana Steinhaus  | 4  | 4  |      |
| 8ª       | 2019 | Stéphanie Frappart | 1  | 1  |      |
| 9ª       | 2020 | Stéphanie Frappart | 2  | 2  |      |
| 10ª      | 2021 | Stéphanie Frappart | 3  | 3  |      |
| 11ª      | 2022 | Stéphanie Frappart | 4  | 4  |      |
| 12ª      | 2023 | Stéphanie Frappart | 5  | 5  |      |
| 13ª      | 2024 | Rebecca Welch      | 1  | 1  |      |

## Miglior arbitro donna del decennio 2011-2020
| Periodo   | Arbitro           |
| --------- | ----------------- |
| 2011-2020 | Bibiana Steinhaus |